# アドナーン・バドラーン
アドナーン・バドラーン（アラビア語: عدنان بدران、英: Adnan Badran、1935年12月15日 - ）は、ヨルダンの科学者、政治家。2005年4月7日から11月27日まで首相を務めた。
同じく大物政治家で首相を数期務めたムダール・バドラーンは兄に当たる。

## 経歴
ヨルダンのジャラシュに生まれ、1966年と1986年にミシガン州立大学から理学修士号と博士号を取得。ヨルダンの数箇所の大学で生物学の教授となり、教科書を数冊と多くの論文を著して早くも学界の指導者となった。国内初のアメリカ式高等教育機関であるヤルムーク大学を創設し、教職から辞任させられる前にはヨルダン科学技術大学も創設した。首相になるまで国内最高峰の私立大学、フィラデルフィア大学の学長を務めた。
1987年に科学技術上級協議会の初代事務総長に任ぜられた（総裁はハサン・ビン・タラール王子）。1980年代後半は農務相と教育相も務め、1990年代にはアラブ科学アカデミー総裁とフィラデルフィア大学学長になり、国際連合教育科学文化機関（ユネスコ）の副事務局長も務めた。
2005年4月7日に、革新的な新政権の一部として国王アブドゥッラー2世から首相に任命され、国防相も兼務した。しかし遅い改革スピードと11月9日にアンマンで発生したホテル爆破事件により、7ヶ月後に総辞職した。
現在はアンマンの名門私立大学、ペトラ大学の学長を務めている。